# Classe Normandie
A Classe Normandie foi uma classe de couraçados planejada pela Marinha Nacional Francesa, composta pelo Normandie, Flandre, Gascogne, Languedoc e Béarn. Suas construções começaram no início da década de 1910; o batimento de quilha das quatro primeiras embarcações ocorreu em 1913, enquanto da quinta foi em 1914, porém nenhuma foi finalizada como originalmente projetada. A classe continuava a expansão naval francesa e os trabalhos de projeto começaram em 1912, parcialmente baseados em um relatório emitido em 1911 pelo Comitê Técnico da Marinha Nacional, no qual a disposição da bateria principal da predecessora Classe Bretagne foi criticada.
Os couraçados da Classe Normandie, como originalmente projetados, seriam armados com doze canhões de 340 milímetros montados em três torres de artilharia quádruplas. Teriam um comprimento de fora a fora de 176 metros, boca de 27 metros, calado de quase nove metros e um deslocamento carregado de 28 mil toneladas. Seus sistemas de propulsão seriam compostos por 21 ou 28 caldeiras mistas de óleo combustível e carvão que alimentariam uma turbina a vapor e dois motores de tripla-expansão, que girariam quatro hélices até uma velocidade máxima de 21 nós (39 quilômetros por hora). Os navios teriam um cinturão principal de blindagem de trezentos milímetros de espessura.
A Primeira Guerra Mundial começou em meados de 1914, o que levou a mudanças nas necessidades de produção e escassez de trabalhadores. Os quatro primeiros navios estavam adiantados o bastante para serem lançados a fim de liberarem espaço para trabalhos de construção mais importantes, enquanto muitas de suas armas foram convertidas para o Exército de Terra Francês. A Marinha Nacional considerou várias propostas após a guerra para completá-los de alguma forma, porém a situação financeira ruim do país fez com que os quatro primeiros fossem desmontados. O Béarn foi convertido em um porta-aviões na década de 1920 e serviu até ser desmontado na década de 1960.

## Desenvolvimento
O Comitê Técnico da Marinha Nacional Francesa publicou em dezembro de 1911 um relatório que examinava o projeto dos novos couraçados da Classe Bretagne, cujas construções estavam programadas para começar no ano seguinte. Ele concluía que a torre de artilharia de meia-nau era uma escolha insatisfatória baseada em experiências anteriores com danos de couraçados disparando suas próprias armas na década de 1880. Esta avaliação influenciou o desenvolvimento da classe seguinte de couraçados, cujos trabalhos de projeto começaram pouco depois.
A Seção Técnica apresentou em fevereiro de 1912 o primeiro rascunho de um novo projeto. O tamanho das instalações dos estaleiros franceses afetou o projeto. O comprimento foi limitado em 172 metros, a boca em 27,5 metros e o calado em aproximadamente 8,7 metros. Estas dimensões limitava o navio a um deslocamento de por volta de 25 mil toneladas e uma velocidade entre vinte e 21 nós (37 a 39 quilômetros por hora), dependendo do arranjo do armamento.

Ilustração da variante com torres de artilharia duplas e quádruplas

A equipe de projeto apresentou três alternativas, todas com um armamento secundário de vinte canhões de 138 milímetros em novas montagens duplas em casamatas no casco. A primeira era para um projeto com os mesmos dez canhões principais de 340 milímetros usados na Classe Bretagne, mas com uma velocidade máxima acima de 21 nós. A segunda era para um navio com doze canhões de 340 milímetros arranjados em duas torres de artilharia duplas sobrepostas a duas torres quádruplas, tendo uma velocidade de vinte nós. A última era para um couraçado armado com dezesseis canhões de 305 milímetros em quatro torres quádruplas e velocidade de vinte nós.
Dois projetos diferentes para o sistema de propulsão também foram elaborados. A primeira opção era para dois conjuntos de turbinas a vapor como havia sido feito na Classe Bretagne, enquanto a segunda era para um sistema híbrido que usaria uma turbina a vapor para girar as duas hélices internas mais dois motores verticais de tripla-expansão para as hélices externas, mas estes apenas quando navegando em velocidades mais baixas. Isto tinha a intenção de reduzir o consumo de carvão em velocidades de cruzeiro, pois as turbinas a vapor eram ineficazes em velocidades baixas para moderadas. Foi planejado que quinto e último navio da Classe Normandie seria equipado com as duas turbinas a vapor para que seu consumo de combustível fossem igual ao da Classe Bretagne.
O Estado-Maior Geral decidiu em março de 1912 manter os mesmos canhões de 340 milímetros da Classe Bretagne e favorecer o projeto com apenas turbinas. Uma torre de artilharia quádrupla foi escolhida e uma preferência pela versão com doze canhões em duas torres quádruplas e duas duplas. Entretanto, no mês seguinte, o Conselho Superior da Marinha não pode chegar a uma decisão sobre a torre quádrupla pois esta ainda estava em desenvolvimento, deixando para revisar a questão uma vez que estivesse mais avançada. O conselho rejeitou as montagens duplas de casamatas para o armamento secundário e propôs uma mistura de dezesseis canhões de 138 milímetros e doze de 100 milímetros. O sistema de propulsão híbrido foi aceito e o esquema de blindagem da Classe Bretagne deveria ser mantido, porém um aumento na espessura do cinturão principal deveria ser implementada se possível. Théophile Delcassé, o Ministro da Marinha, aceitou as recomendações do conselho com a condição de que o arranjo de cinco torres de artilharia duplas da Classe Bretagne, incluindo uma à meian-nau, deveria ser implementado se as torres quádruplas não ficassem prontas em tempo.
A Seção Técnica preparou mais dois novos projetos, um com cinco torres duplas e outro com três torres quádruplas. Este último seria aproximadamente quinhentas toneladas mais leve que o primeiro. A Marinha Nacional aceitou em 6 de abril o projeto de uma torre quádrupla apresentada pela Saint-Chamond. Foi percebido em 22 de maio que a arma de 100 milímetros não ficaria pronta em tempo do início das construções, assim uma bateria composta apenas por canhões de 138 milímetros foi escolhida. Trabalhos adicionais revelaram que canhões extras poderiam ser acomodados, com o Conselho Superior da Marinha aceitando em 8 de julho uma versão com 24 armas de 138 milímetros.

## Projeto

### Características

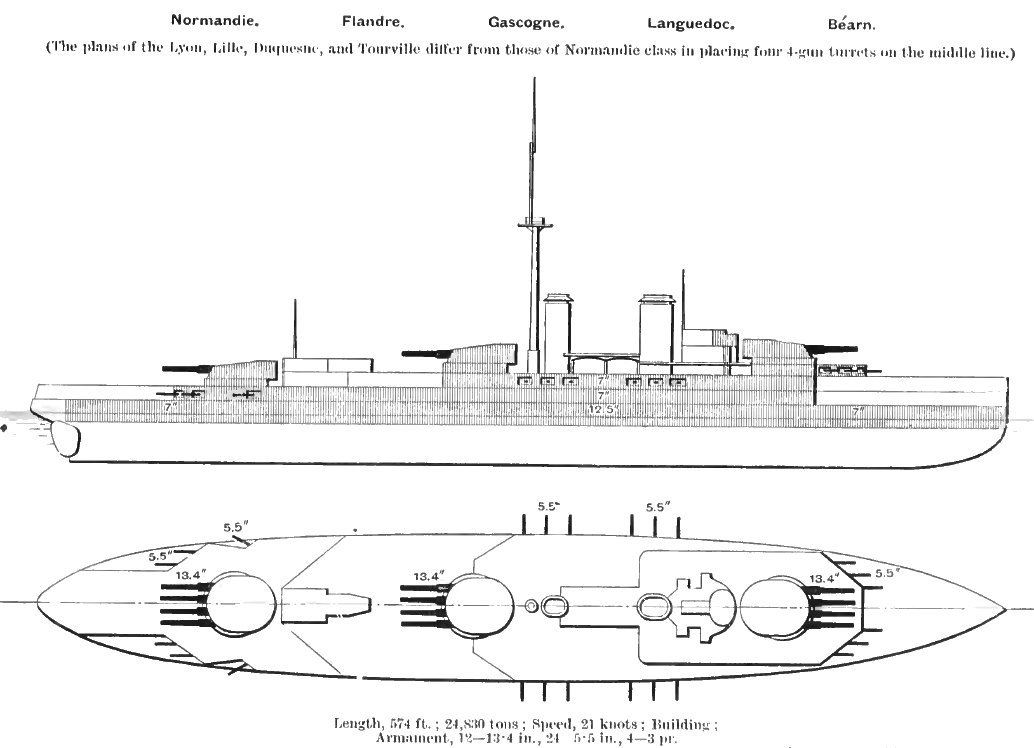
Desenho da Classe Normandie

A Classe Normandie teria 175 metros de comprimento da linha de flutuação e 176,4 metros de comprimento de fora a fora. A boca seria de 27 metros e o calado máximo de 8,84 metros. Foi projetada para ter um deslocamento normal de 25 250 toneladas e um deslocamento carregado de 28 270 toneladas. Seria subdividida por anteparas transversais em 21 compartimentos estanques.
Os quatro primeiras embarcações teriam um sistema de propulsão composto por um conjunto de turbina a vapor que girariam as duas hélices internas, que teriam quatro lâminas e 5,2 metros de diâmetro. O Normandie e o Flandre teriam turbinas licenciadas Parsons, o Gascogne teria turbinas Rateau-Bretagne e o Languedoc teria modelos produzidos pela Schneider-Zoelly. Os quatro também teriam dois motores verticais de tripla-expansão com quatro cilindros para navegarem de ré ou em velocidade baixa, cada um girando uma hélice externa com três lâminas e 3,34 a 3,44 metros de diâmetro. O Béarn seria equipado com dois conjuntos de turbinas Parsons, cada um girando duas hélices com três lâminas e 3,34 metros de diâmetro. O Normandie e Gascogne seriam equipados com 21 caldeiras de tubos pequenos Guyot-du Temple-Normand, o Flandre e Languedoc teriam 28 caldeiras de tubos grandes Belleville, enquanto o Béarn recebeu 28 caldeiras Niclausse. Todas as caldeiras operariam a uma pressão de vinte quilogramas-força por centímetro quadrado (1 961 quilopascais).
Os motores tinham uma potência indicada de 32 mil cavalos-vapor (23,5 mil quilowatts) e foram projetados para alcançar uma velocidade máxima de 21 nós (39 quilômetros por hora), porém as caldeiras poderiam ser forçadas a aumentar sua produção para 45 mil cavalos-vapor (33 mil quilowatts), o que aumentaria a velocidade máxima para 22,5 nós (41,7 quilômetros por hora). Os navios foram projetados para carregar novecentas toneladas de carvão e trezentos toneladas de óleo combustível, mas até 2,7 mil toneladas de carvão poderiam ser armazenadas no casco. Sua autonomia seria de 6,6 mil milhas náuticas (12,2 mil quilômetros) a uma velocidade de cruzeiro de doze nós (22 quilômetros por hora), porém a dezesseis nós (trinta quilômetros por hora) a autonomia diminuiria para 3 375 milhas náuticas (6 250 quilômetros) e em velocidade máxima a autonomia ficaria em 1,8 mil milhas náuticas (3,3 mil quilômetros). Suas tripulações seriam de 44 oficiais e 1 160 marinheiros quando atuando como capitânias.

### Armamento
A bateria principal seria de doze canhões Modelo 1912M calibre 45 de 340 milímetros montados em três torres de artilharia quádruplas. Uma torre ficaria à vante, uma à meia-nau e outra à ré, todas na linha central. Cada torre pesaria 1,5 mil toneladas e seria girada eletricamente e elevada hidraulicamente. As armas ficariam divididas em pares e seriam movidas juntas em berços duplos, com uma antepara de quarenta milímetros dividindo cada torre ao meio. Cada par de canhões teria seu próprio depósito e guindaste de munição. Poderiam ser disparadas juntas ou independentemente. Caso os navios tivessem sido finalizados, teriam sido os primeiros do mundo com torres quádruplas.
As armas teriam um alcance de dezesseis quilômetros e uma cadência de tiro de dois disparos por minuto. Disparariam projéteis perfurantes de 540 quilogramas a uma velocidade de saída de oitocentos metros por segundo. Cada canhão teria um suprimento de duzentos projéteis. A bateria principal seria controlada por cinco telêmetros de 3,66 metros, dois dos quais ficariam montados na torre de comando e os outros três em cima de cada torre de artilharia. Cada torre também teria estações de controle auxiliares.
A bateria secundária dos couraçados seria de 24 canhões Modelo 1910 calibre 55 de 138,6 milímetros, cada um montado em casamatas próximas das torres de artilharia da bateria principal. Estas armas disparariam projéteis de 36,5 quilogramas a uma velocidade de saída de 830 metros por segundo. Cada canhão teria um suprimento de 275 projéteis. Os navios também teriam uma defesa antiaérea formada por seis canhões Modelo 1902 de 47 milímetros que seriam convertidos de armas de ângulo baixo. Também seriam equipados com seis tubos de torpedo submersos de 450 milímetros, três em cada lateral. Cada couraçado teria um suprimento de 36 torpedos.

### Blindagem

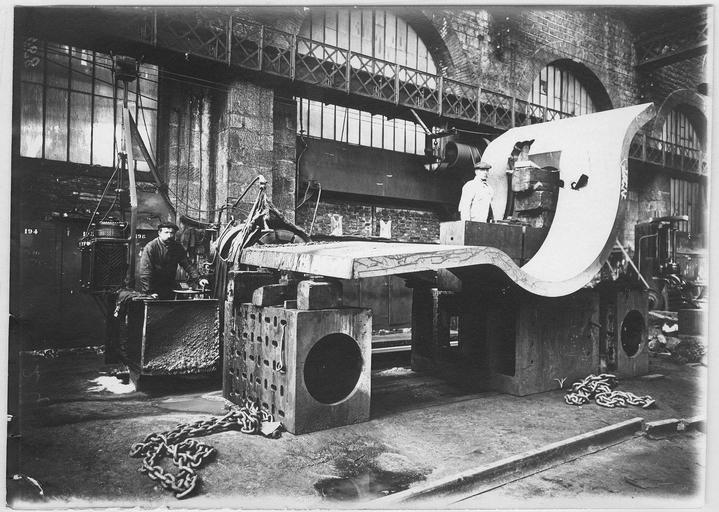
Uma placa de blindagem do Normandie sendo produzida em 1916

O cinturão principal de blindagem da Classe Normandie seria feito de aço cimentado Krupp e cobriria quase toda a extensão do casco, 170 metros, exceto os cinco metros finais da popa. O cinturão seria formado por duas linhas de placas que ao todo teriam 4,05 metros de altura, dos quais 1,7 metros ficariam acima da linha de flutuação. A parte mais espessa protegeria o casco entre a primeira e terceira barbetas e teria trezentos milímetros. As placas da extremidade superior teriam 240 milímetros de espessura, enquanto aquelas na extremidade inferior teriam cem milímetros. As placas reduziriam de espessura progressivamente da primeira barbeta até a proa de 260 para 160 milímetros; a extremidade superior também reduziria de 190 para 140 milímetros, enquanto a extremidade inferior seria de placas de oitenta milímetros. As placas de blindagem se reduziriam progressivamente à ré da terceira barbeta de 260 para 140 milímetros. Sua extremidade superior se afinaria de 190 para cem milímetros, já a extremidade inferior teria os mesmos oitenta milímetros das equivalentes de vante. O cinturão terminaria à ré em uma antepara transversal de 180 milímetros.
Acima do cinturão haveria uma camada de 160 milímetros que se estenderia entre os grupos de vante e ré das casamatas da bateria secundária. As partes das barbetas acima do cinturão seriam protegidas por 250 milímetros, enquanto abaixo teriam apenas cinquenta milímetros a fim de economizar peso. As torres de artilharia teriam frentes de trezentos milímetros, laterais de 210 milímetros e tetos de cem milímetros. As laterais da torre de comando teriam 266 milímetros, enquanto o teto teria cem milímetros de espessura. O convés blindado inferior seria de apenas uma única placa de catorze milímetros e sete metros de comprimento na linha central, com uma outra camada de mesma espessura ao lado. O convés se inclinaria para baixo para se encontrar com a extremidade inferior do cinturão e uma placa de aço de 42 milímetros reforçaria a parte inclinada do convés para uma espessura máxima de setenta milímetros. Duas camadas de treze milímetros formariam o centro do convés blindado superior e seriam reforçadas nas extremidades por oitenta milímetros e sobre os depósitos de munição por 48 milímetros.
Os cascos dos couraçados teriam um fundo duplo de 1,6 metros de profundidade. Suas salas de máquinas e depósitos de munição seriam protegidos por uma antepara antitorpedo consistindo em duas camadas de placas de dez milímetros feitas de nicromo. A parte externa da antepara seria revestida com placas de dez milímetros de aço flexível corrugado que tinha a intenção de absorver a força da detonação de um torpedo. Outra medida que tentaria dissipar a força do torpedo seria tubos de oitenta centímetros de diâmetro que se estenderiam do fundo duplo até o convés blindado superior e teriam a intenção de desviar gases da detonação para longe da antepara antitorpedo. O projeto incorporaria compartimentos vazios abaixo da linha de flutuação e para fora dos depósitos de munição de vante e ré das baterias secundária e antiaérea e das salas de máquinas para que fossem inundados a fim de corrigir adernamentos, pois havia temores sobre a possibilidade de emborcamento em caso de inundações assimétricas.

## Navios
| Navio     | Construtor                             | Batimento            | Lançamento             | Em serviço         | Destino                                        |
| --------- | -------------------------------------- | -------------------- | ---------------------- | ------------------ | ---------------------------------------------- |
| Normandie | Ateliers et Chantiers de la Loire      | 18 de abril de 1913  | 19 de outubro de 1914  | —                  | Desmontado em 1924–1925                        |
| Flandre   | Arsenal de Brest                       | 1º outubro de 1913   | 20 de outubro de 1914  | —                  | Desmontado em 1924                             |
| Gascogne  | Arsenal de Lorient                     | 1º outubro de 1913   | 24 de setembro de 1914 | —                  | Desmontado em 1923–1924                        |
| Languedoc | Forges et Chantiers de la Gironde      | 1º de maio de 1913   | 1º de maio de 1915     | —                  | Desmontado em 1929                             |
| Béarn     | Forges et Chantiers de la Méditerranée | 5 de janeiro de 1914 | 15 de abril de 1920    | 1º de maio de 1928 | Convertido em porta-aviões; desmontado em 1967 |

## História

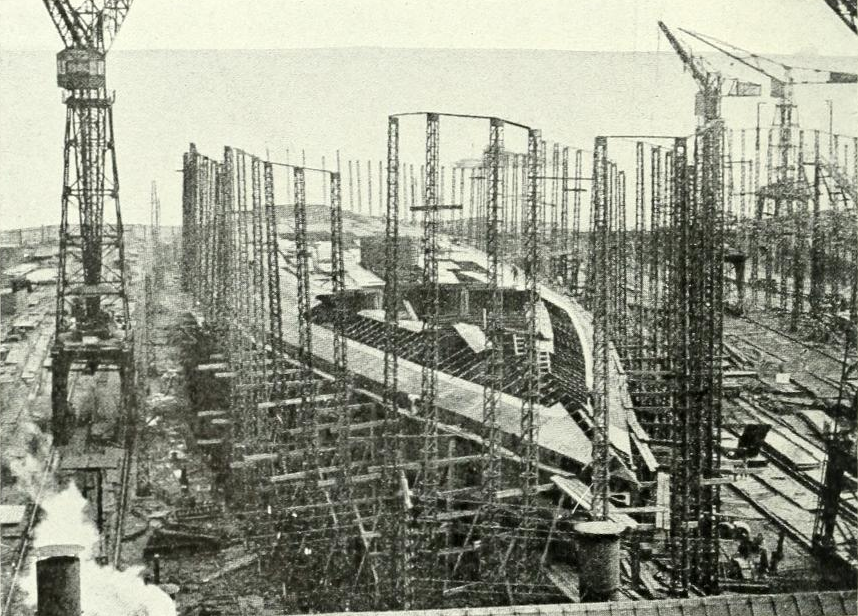
O Normandie em construção

Os navios da Classe Normandie foram nomeados em homenagem às antigas províncias da França. O Normandie e o Languedoc foram encomendados em 18 de abril de 1913, porém nenhum dos dois foi formalmente autorizado até a aprovação de um projeto de lei orçamentário em 30 de julho. O Flandre e o Gascogne foram encomendados neste mesmo dia. Foi planejado encomendar o Béarn em 1º de outubro de 1914, mas isto foi adiantado para 1º de janeiro. Os cinco couraçados permitiriam a criação de duas divisões de quatro embarcações com os navios da Classe Bretagne. As construções começaram entre abril de 1913 e janeiro de 1914.
As obras foram suspensas depois do início da Primeira Guerra Mundial, pois todos os recursos eram necessários para o Exército de Terra Francês. A mobilização em julho também prejudicou bastante a construção porque muitos dos trabalhadores eram reservistas e acabaram convocados. A força de trabalho disponível foi reduzida mais ainda por encomendas de munição para o exército. Diante disto, a Marinha Nacional decidiu que apenas os navios que poderiam ser finalizados rapidamente prosseguiriam com suas obras, caso da Classe Bretagne, mas a construção dos quatro primeiros membros da Classe Normandie pode prosseguir apenas para que as rampas de lançamento fossem liberadas para outros propósitos. A construção do Béarn já tinha sido paralisada em 23 de julho e quaisquer outros trabalhos foram abandonados.
Os trabalhos nos armamentos dos couraçados foi suspenso em julho de 1915, exceto pelos próprios canhões, que poderiam ser convertidos para uso do exército. Quatro dos canhões de 340 milímetros finalizados foram transformados em canhões ferroviários. Nove das armas construídas para o Languedoc também foram transformados em canhões ferroviários 1919, depois do fim da guerra. Váriso dos canhões de 138 milímetros também foram modificados para uso do exército.
| Navio     | Casco | Motores | Caldeiras | Partes móveis das torres |
| --------- | ----- | ------- | --------- | ------------------------ |
| Normandie | 65%   | 70%     | Entregues | 40%                      |
| Languedoc | 49%   | 73%     | 96%       | 26%                      |
| Flandre   | 65%   | 60%     | Entregues | 51%                      |
| Gascogne  | 60%   | 60%     | Entregues | Capturadas               |
| Béarn     | 25%   | 17%     | 20%       | 8–10%                    |

As caldeiras do Normandie e Gascogne foram usadas para substituir as caldeiras desgastadas de vários contratorpedeiros, aqueles da Classe Aventurier comprados da Armada Argentina em 1914 e da Classe Aetos tomados da Marinha Real Helênica em 1916. As caldeiras do Flandre foram instaladas em embarcações antissubmarino. As placas de blindagem e componentes das torres de artilharia do Gascogne tinham sido encomendados da Fives-Lille, mas fábrica onde estavam sendo produzidos foi capturada pelos alemães em 1914. Esses itens foram depois descobertos em 1921 em uma fábrica da Krupp na Alemanha e devolvidos para a Marinha Nacional. Uma ordem foi emitida em janeiro de 1918 especificando que as construções deveriam permanecer suspensas, mas que todos os materiais que tinham sido reunidos deveriam permanecer armazenados e sem serem usados. Nesta altura, aproximadamente três mil toneladas de placas de aço que seriam do Gascogne tinham sido tomadas para outros propósitos.
A equipe de projeto enviou ao Estado-Maior Geral em 22 de novembro, onze dias após o fim da guerra, uma proposta para finalizar os quatro primeiros navios da Classe Normandie com um projeto modificado. A resposta foi que os couraçados deveriam ter uma velocidade máxima entre 26 e 28 nós (48 e 52 quilômetros por hora) e uma bateria principal mais poderosa. Os estaleiros não tinham sido ampliados durante a guerra, assim o tamanho das embarcações não poderia ser aumentado significativamente. Isto permitiria apenas melhoramentos modestos, especialmente a instalação de protuberâncias antitorpedo. O Estado-Maior Geral decidiu em fevereiro de 1919 que os navios seriam finalizados, pois novas embarcações incorporando as lições aprendidas na guerra não estariam prontas em menos de seis ou sete anos devido ao longo período de estudos necessários.
A Seção Técnica criou um projeto revisado que incorporava alguns melhoramentos. Os maquinários dos quatro couraçados lançados ao mar durante a guerra seriam mantidos, mas suas velocidades máximas seriam elevadas para 24 nós (44 quilômetros por hora) com um aumento de potência para 81,6 mil cavalos-vapor (sessenta mil quilowatts), algo que seria alcançado pela construção de turbinas mais poderosas. A elevação dos canhões principais seria aumentada para 23 a 24 graus, o que aumentaria seu alcance máximo para 25 quilômetros para que não fossem ultrapassados por couraçados estrangeiros. A necessidade de poder enfrentar alvos mais distantes foi confirmada pela inspeção do couraçado austro-húngaro SMS Prinz Eugen, que tinha sido entregue à França depois da guerra. A blindagem do convés seria aumentada para 120 milímetros com o objetivo de resistir a disparos em mergulho. Os tubos de torpedo submersos de 450 milímetros seriam substituídos por tubos de 550 milímetros no convés principal, enquanto o equipamento de controle de disparo seria aprimorado. Equipamentos para operarem aeronaves de reconhecimento e um caça também seriam instalados.
O vice-almirante Pierre Alexis Ronarc'h se tornou o Chefe do Estado-Maior Geral depois da guerra e argumentou em julho de 1919 que a Marinha Real Italiana era a principal adversária da Marinha Nacional e que ela poderia retomar os trabalhos nos couraçados da Classe Francesco Caracciolo. Ele sugeriu que haviam três opções para os primeiros quatro membros da Classe Normandie: finalizá-los como projetados, aumentar o alcance de seus canhões e melhorar a blindagem, ou aumentar o comprimento de seus cascos e instalar novos motores para aumentar a velocidade. A Seção Técnica determinou que aumentar o comprimento em quinze metros poderia elevar a velocidade em até cinco nós (9,3 quilômetros por hora). Mesmo assim, Ronarc'h decidiu em 12 de setembro que finalizar as embarcações seria muito caro diante da situação frágil da economia francesa. Planos foram considerados para convertê-los em cargueiros, petroleiros ou transatlânticos, ou mesmo como depósitos flutuantes de petróleo, mas todas estas ideias acabaram rejeitadas. Os navios foram cancelados formalmente no programa de construção de 1922 e atracados em Landévennec, sendo canibalizados por partes até serem desmontados entre 1923 e 1926. Boa parte do material que foi recuperado foi incorporado na finalização do Béarn e na modernização do couraçado Courbet.

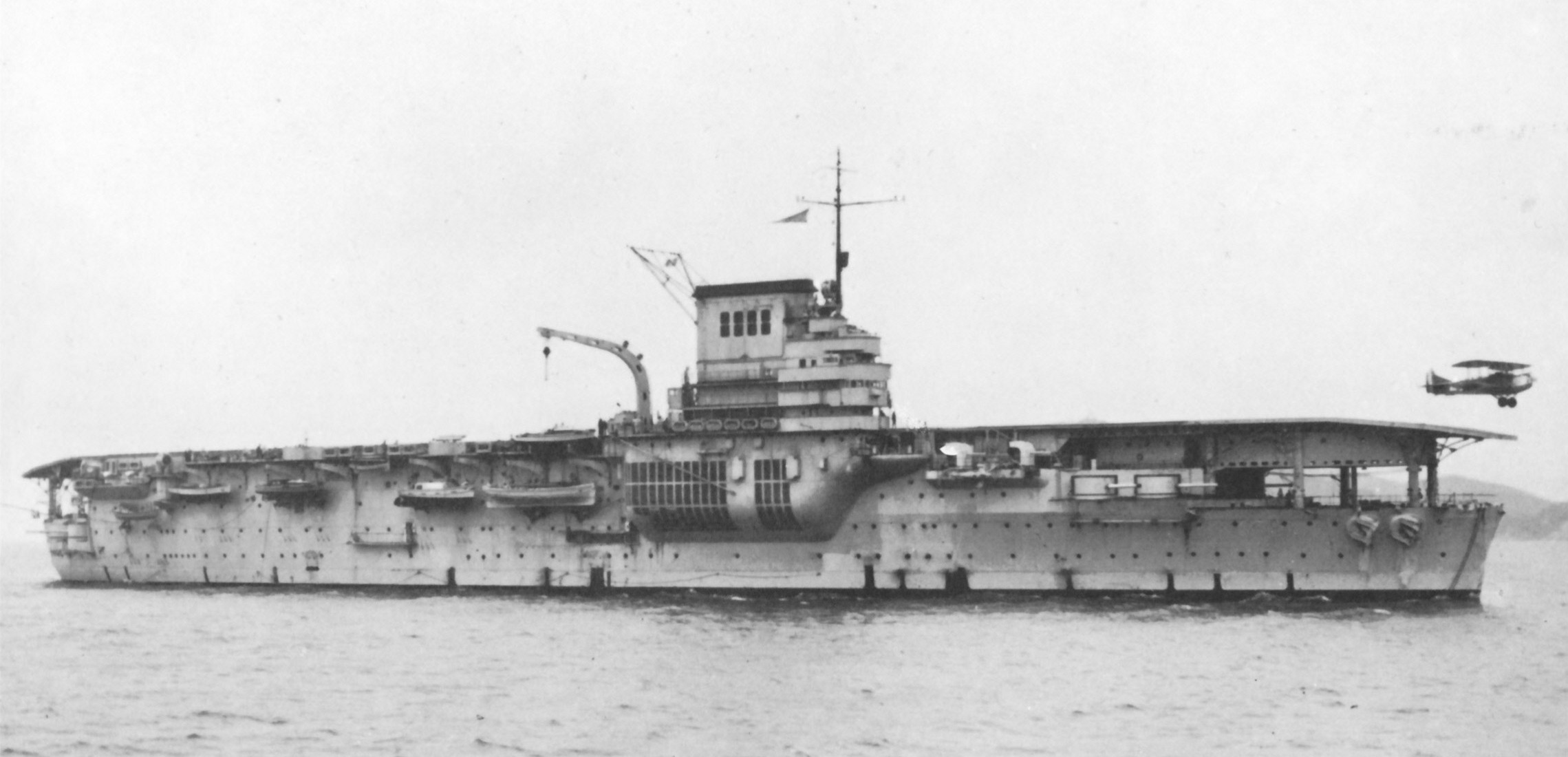
O Béarn como porta-aviões em 1935

Planos para finalizar o Béarn incluíram a substituição das caldeiras a carvão por oito caldeiras Niclausse a óleo combustível e instalação de novas turbinas mais poderosas. Uma nova torre de artilharia quádrupla que permitia um alcance maior foi considerada, junto com a adoção de torres duplas com canhões de quatrocentos milímetros. A embarcação foi lançada ao mar em abril de 1920 com o objetivo de liberar a rampa de lançamento. Uma plataforma de madeira temporária de 43 por nove metros foi erguida em cima do convés blindado inferior mais tarde no mesmo ano a fim de servir de convés de voo para testes de pouso de aeronaves. Cabos de retenção transversais presos com sacos de areia foram improvisados e avaliações bem-sucedidas ocorreram próximas de Toulon no final do ano. A Marinha Nacional decidiu em 1922 finalizar a embarcação como um porta-aviões. Os trabalhos de conversão começaram em agosto de 1923 e terminaram em maio de 1927 usando o sistema de propulsão híbrido original dos couraçados com doze caldeiras Normand. O navio foi o primeiro porta-aviões da Marinha Nacional. Ele atuou na frota durante a Segunda Guerra Mundial geralmente para transportar aeronaves, não entrando em combate e passando a maior parte do conflito no Caribe em Martinica. Passou por reformas nos Estados Unidos em 1944 e equipado com uma bateria de armas antiaéreas modernas norte-americanas. Continuou em serviço no decorrer da Primeira Guerra da Indochina, ainda transportando aeronaves. Foi desmontado em 1967.